# Erich Luft
Erich Luft (* 13. Oktober 1908 in Tetschen-Bodenbach, Königreich Böhmen; † 29. März 1960 in Bamberg) war ein deutscher Politiker (GB/BHE). Er war von 1950 bis 1958 Mitglied des Bayerischen Landtages.

## Leben
Nach einem technischen Fachstudium in Prag und Dresden war er zunächst Betriebsleiter und später zudem technischer und kaufmännischer Leiter sowie Mitinhaber des väterlichen Betriebes. Er reiste in viele europäische Staaten, nach Südafrika, Ägypten, Indien und Kleinasien. Er wurde Vorstandsmitglied verschiedener Industrie- und Branchenorganisationen und 1942 als Soldat zur Wehrmacht einberufen, wo er im Zweiten Weltkrieg als Panzerpionier am Afrikafeldzug beteiligt war. Nach einem Lazarettaufenthalt und der Entlassung musste er per Dienstverpflichtung zum Reichsministerium von Albert Speer (NSDAP), Hauptring Eisenschaffende Industrie wechseln und wurde 1944 Rüstungsbeauftragter Süd-Ost. Im Jahr 1945 folgte eine Ausweisung nach Kulmbach. 
Er fand Beschäftigung bei der Besatzungsmacht und war ab 1946 in Bamberg ansässig. Von 1948 bis 1951 war er leitender Angestellter der Firma Eisen & Stahl in Bamberg. Zudem wurde er 1948 Mitglied des Stadtrates in Bamberg und 1949 Direktionsmitglied des Zentralverbandes verschiedener Deutscher (ZvD), Landesverband Bayern sowie 1950 Vorstandsmitglied der Sudetendeutschen Landsmannschaft in Bamberg. Außerdem war er Mitglied des Wirtschaftsausschusses des ZvD in Bonn und des Landeskreditausschusses Bayern sowie Vertrauensmann der Vertriebenenbank in Bonn und Bayern.
Luft war vom 27. November 1950 bis zum 3. Dezember 1958 für den Wahlkreis Oberfranken Mitglied des Bayerischen Landtages sowie der dortigen GB/BHE-Fraktion. Im Landtag war er des Weiteren stellvertretender Vorsitzender des Ausschusses zur Förderung des technischen Nachwuchses und des Ausschusses für Wirtschaft und Verkehr sowie Mitglied des Ausschusses für Grenzlandfragen, des Ausschusses Kommission gemäß Artikel 160 der Bayerischen Verfassung, des Untersuchungsausschusses zur Prüfung von Kreditfällen, eines Unterausschusses und stellvertretendes Mitglied des Zwischenausschusses.